# Виггер I

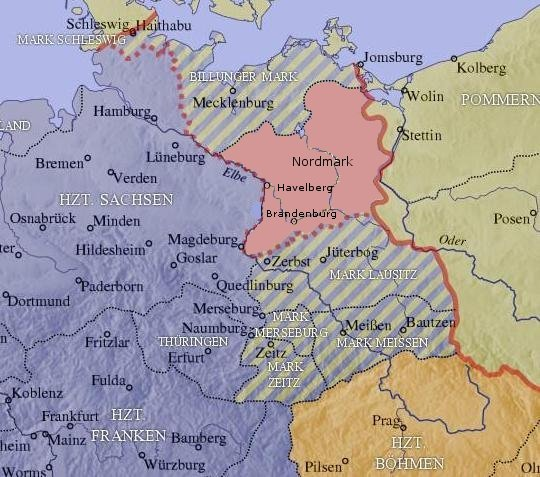
Разделение марки Герона в 965 г.

Виггер I (нем. Wigger I; умер в 981) — маркграф Цайца с 965 года, фогт Дрюбека, фогт Цайцского епископства, граф Ватергау, Вайтагау и Духарингау.

## Биография
Происхождение Виггера неизвестно, однако существует версия, что он был сыном графа Мерзебурга Зигфрида, и, соответственно, племянником Геро I Железного.
После смерти маркграфа Восточной Саксонской марки Геро I Железного в 965 году его разросшуюся марку разделили, в результате чего были созданы новые маркграфства. Виггер получил в управление Цайц, маркграфом Мейсена стал Вигберт, Мерзебурга - Гунтер. 
Виггер впервые упоминается в документе, датированном 968 годом, вместе с Гунтером. В этом указе император Оттон I Великий предлагает создать новое Магдебургское архиепископство, а также епископства Мейсен и Цайц. В последнем епископстве Виггер стал фогтом.
В его владения входили Эшвеге, Бад-Лангензальца, Мюльхаузен, Майнхард, Шлотайм, Дорнбург. Кроме того, он обладал властью в Айхсфельде и располагал землями в Тюрингии, с входившими в них Ватергау, Вайтагау и Духарингау. Виггер был верным сторонником Оттона I, а затем и его сына Оттона II и участвовал в войнах против славян, за что получил Плиснагау и Пуонцовагау. Виггер основал женский монастырь в Дрюбеке, где был фогтом.
Виггер I умер в 981 году. Владения в Тюрингии, такие как Ватергау и Вайтагау, унаследовал его сын Виггер II. Его потомки графы фон Бильштейн играли важную роль среди тюрингского дворянства до середины XIII века. Маркграфство Цайц перешло к Гунтеру Мерзебургскому.

## Брак и дети
Жена: NN. Дети:
- Виггер II (ум. 997/1009), граф Вестергау и Вайтегау с 981